# Cucerirea musulmană a Egiptului
     Expansiunea sub Profetul Mahomed, 612-632
     Expansiunea în timpul primelor trei califate, 632-655
     Expansiunea în timpul califatului Omeiazilor, 661-750

Cuceririle musulmane în vestul şi estul fostului imperiu roman.
Expansiunea sub Profetul Mahomed, 612-632
Expansiunea în timpul primelor trei califate, 632-655
Expansiunea în timpul califatului Omeiazilor, 661-750

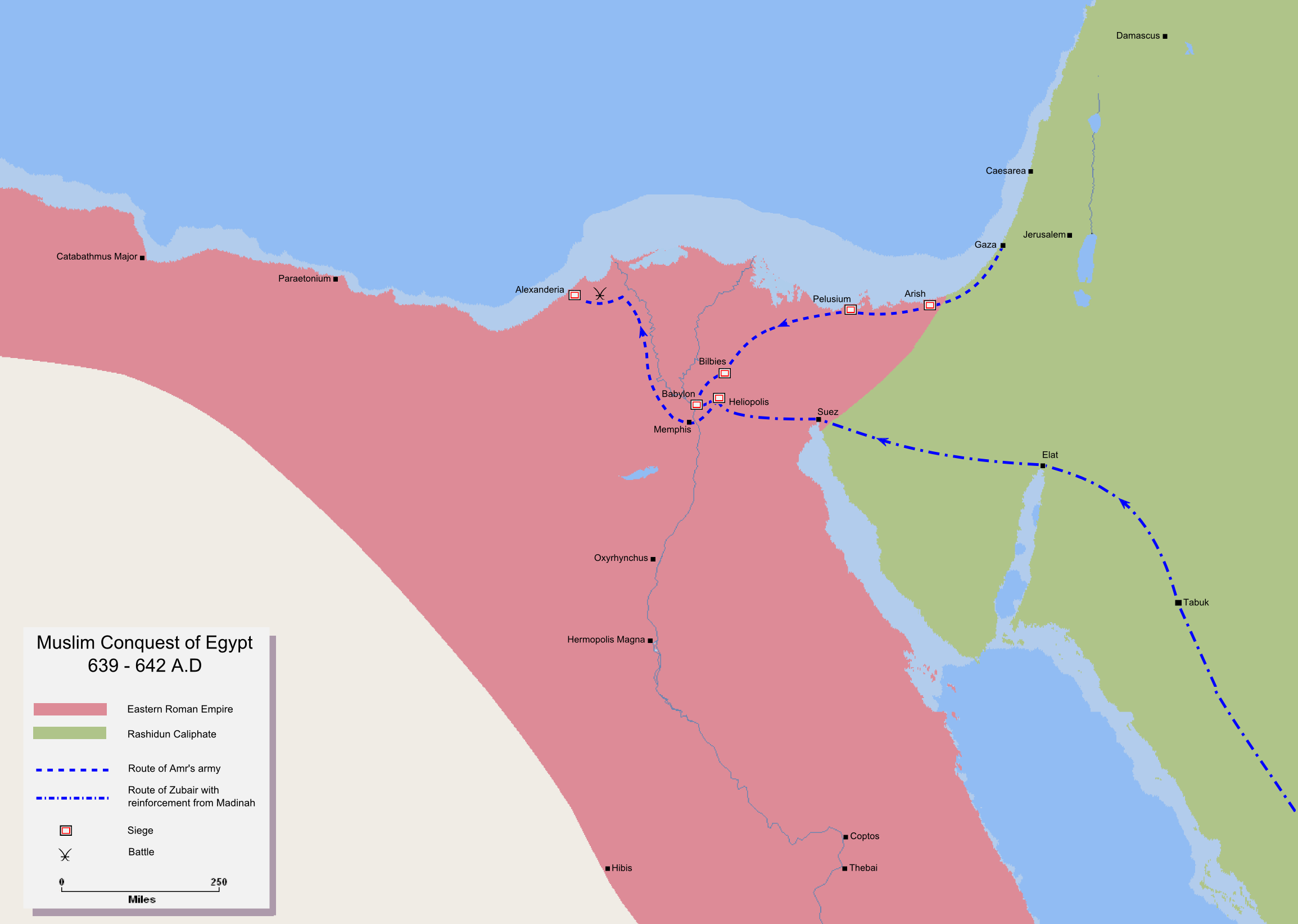
Etapele cuceririi musulmane a Egiptului, 639–642

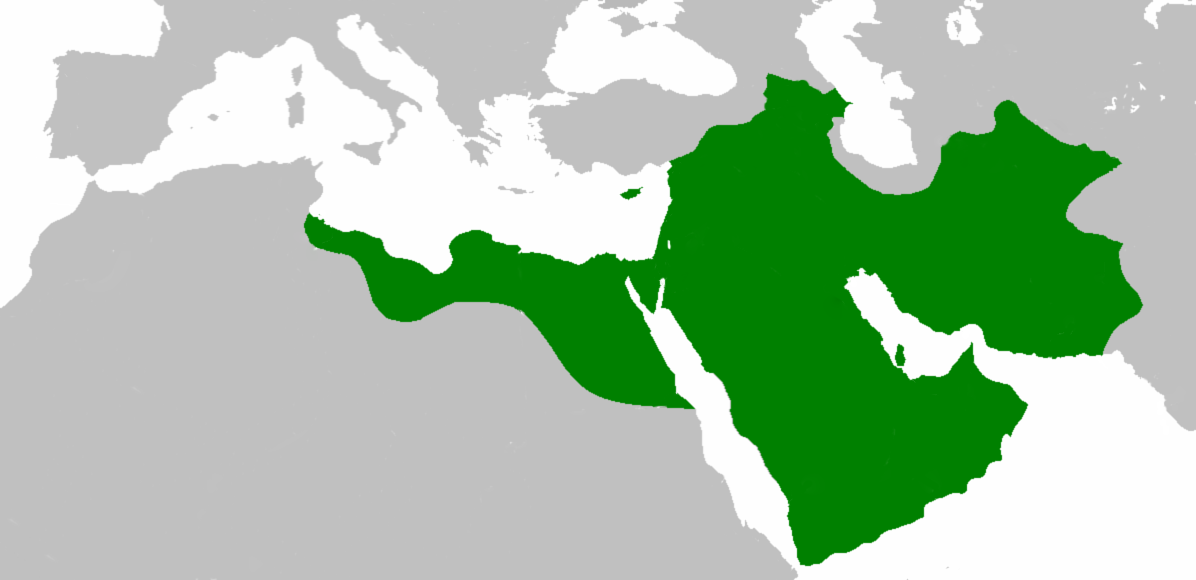
Imperiul Rashidun la apogeul său, al treilea Califat, 654

La începutul cuceririi musulmane a Egiptului, regiunea făcea parte din Imperiul Bizantin, care avea capitala la Constantinopol. Cu toate acestea, a fost ocupat doar la un deceniu după cucerirea Egiptului de către Imperiul Persan condus de Khosrau al II-lea (616–629 d.Hr.). Împăratul Heraclius a recapturat Egiptul după o serie de campanii strălucite împotriva perșilor sasanizi, doar pentru a pierde din nou, zece ani mai târziu, în fața armata califatului Rashidun. Înainte ca invazia musulmană din Egipt să fi început, Imperiul Bizantin a pierdut deja în fața musulmanilor Levantul și aliatul său arab, Regatul Gassanid. Toate acestea au făcut ca Imperiul Bizantin să fie periculos de expus și de vulnerabil. Cucerirea musulmană a Egiptului a avut loc în perioada 639–642.